# Vlinderklep

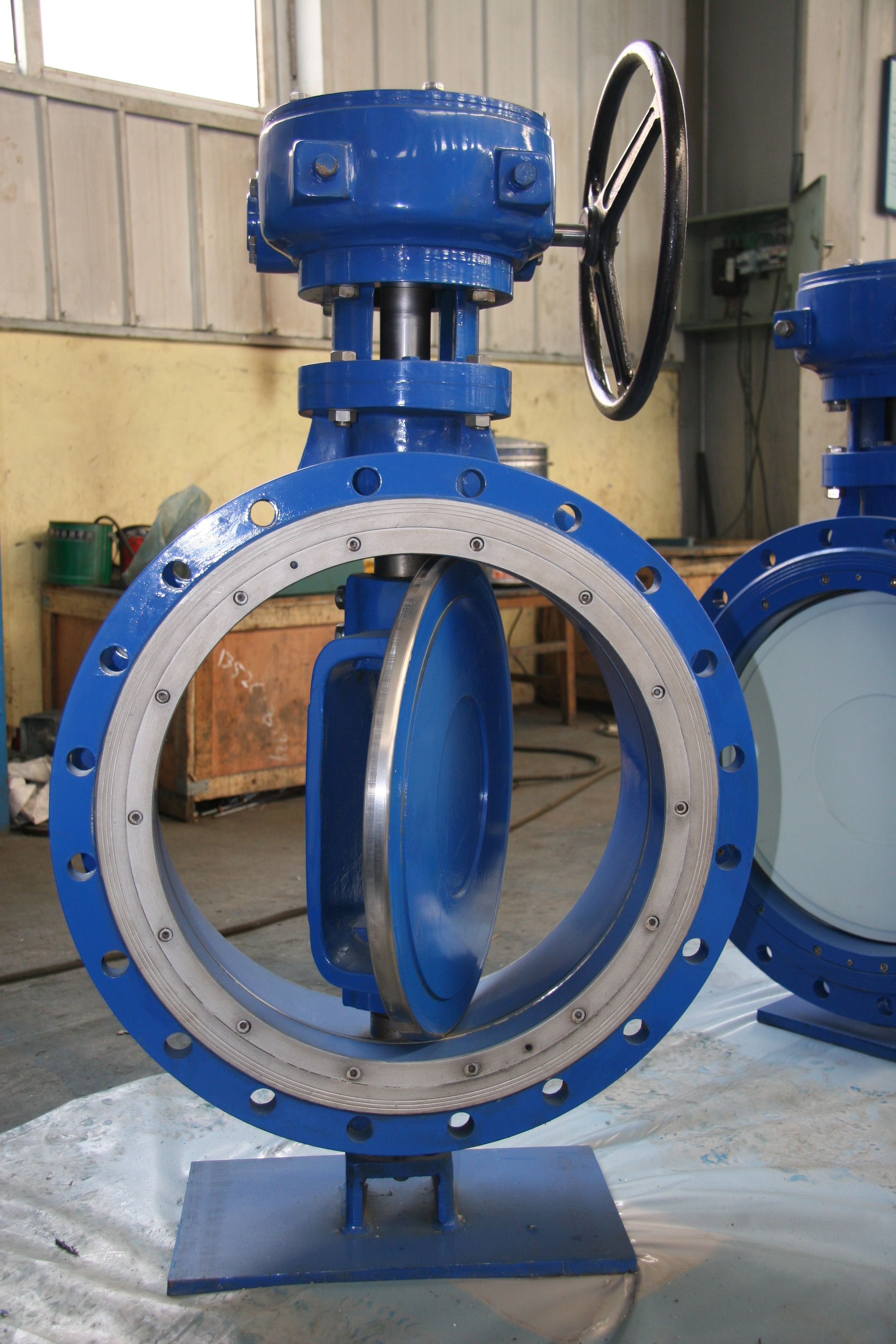
Vlinderklep open

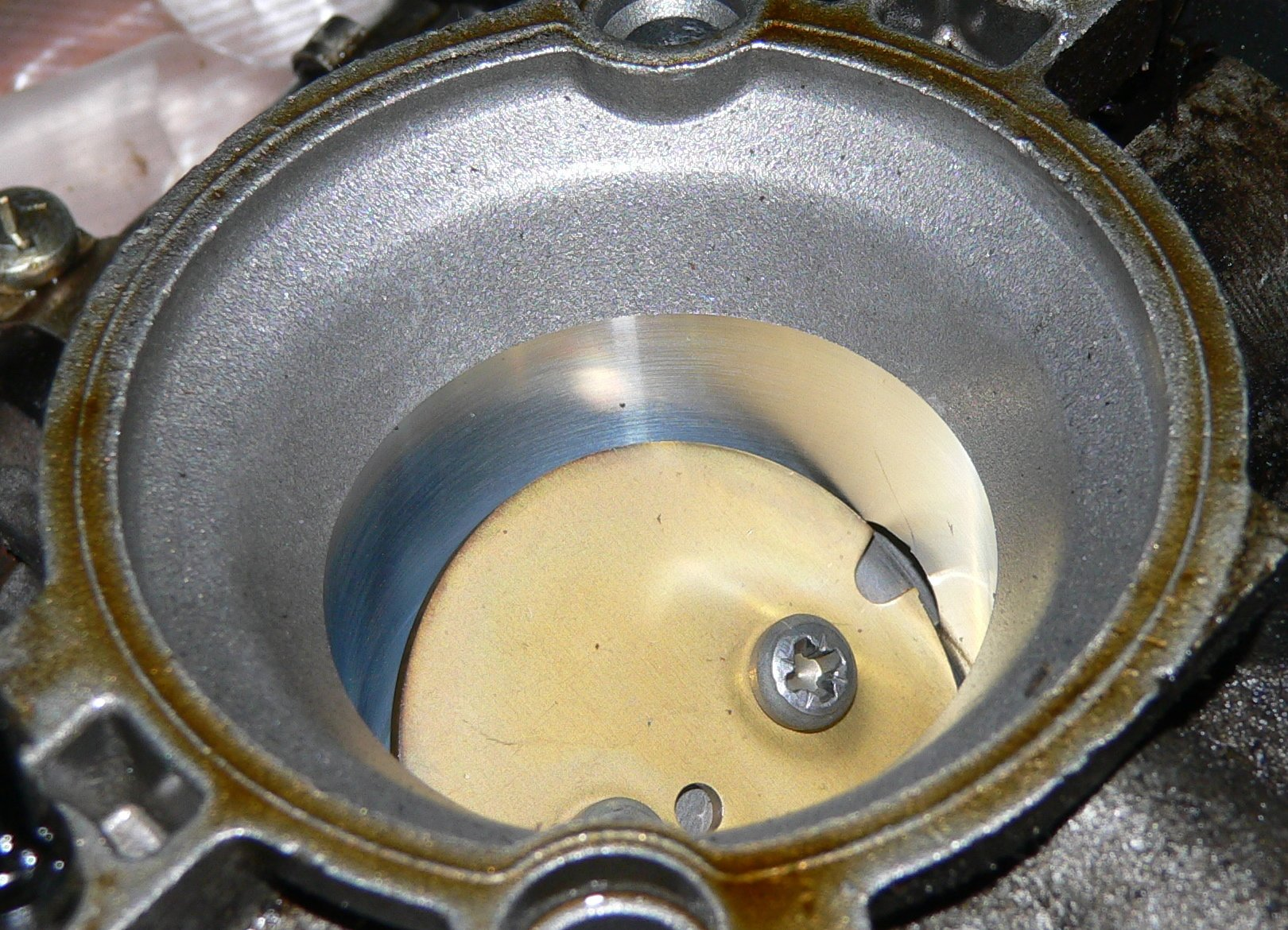
Vlinderklep in motor 30 % open

Schema

Een vlinder- of smoorklep is een klep die de stroming van een vloeistof of gas geheel of gedeeltelijk afsluit met een schijf die om haar middellijn draait. Door draaiing over een hoek van 90° gaat de vlinderklep dus van open naar dicht of omgekeerd.
De choke in benzinemotoren voor het regelen van de gastoevoer is een vlinderklep. Toepassingen zijn verder onder meer te vinden in de procesindustrie, in elektrische centrales en in de HVAC.
Vlinderkleppen dienen vooral als afsluiter, maar kunnen ook als regelklep dienen. De bediening kan met de hand gebeuren of automatisch: elektrisch of pneumatisch. Bij handbediende, grote vlinderkleppen bevindt zich soms een overbrenging met tandwielen tussen de as van de schijf en het handrad, waarbij de vlinderklep meer dan 90° moet worden gedraaid om van open naar dicht te gaan, zodat er minder kracht nodig is.
Vlinderkleppen zijn vooral interessant in grotere leidingen, waar ze goedkoper zijn dan andere soorten kleppen.
Industriële vlinderkleppen zijn verkrijgbaar in twee uitvoeringen: geflensd of geschroefd. Bij de geflensde uitvoering heeft de klep twee flenzen, die met afdichtingen tussen de flenzen van de leiding worden gemonteerd en dan met bouten en moeren worden aangespannen. Bij de geschroefde uitvoering heeft de klep ook flenzen, maar nu met schroefdraad erin. De vlinderklep wordt met dichtingen tussen de flenzen van de leiding gemonteerd en van beide zijden met bouten bevestigd, dus geen moeren. Het voordeel van de geschroefde uitvoering bestaat erin, dat één kant van de leiding als dat nodig is kan worden gedemonteerd, terwijl de vlinderklep de leiding dicht houdt.
Vlinderkleppen worden in de brandpreventie gebruikt. De brandwerende vlinderklep, ook wel bekend als een brandwerende vlinderklepafsluiter of brandwerende vlinderafsluiterklep is een type brandklep. Dit type klep maakt gebruik van een vlinderklep als sluitmechanisme en is ontworpen om dezelfde brandwerendheidsclassificatie te halen als de muur of vloer waarin het is geïnstalleerd. Brandwerende vlinderkleppen zijn gemaakt van materialen die gedurende langere perioden bestand zijn tegen vuur en hoge temperaturen. Ze worden getest en gecertificeerd door onafhankelijke instanties om te voldoen aan de vereiste normen voor brandveiligheid.

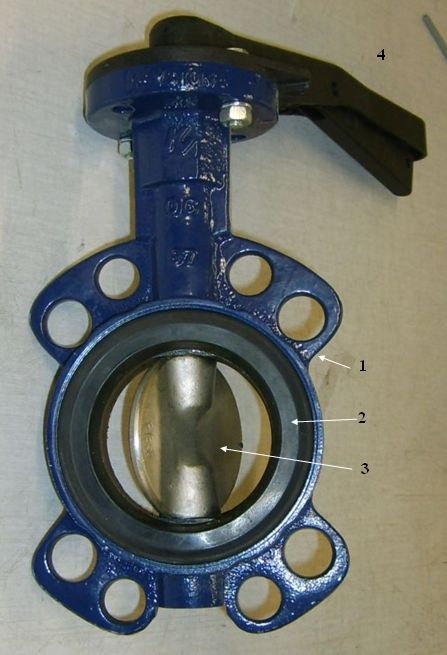
Industriële vlinderklep:
1 huis met boutgaten
2 voering, hier van rubber
3 draaibare schijf, hier van roestvrij staal
4 bedieningshendel